# Melico Salazar
Manuel María Daniel Francisco de Paula Salazar Zúñiga, conocido como Manuel "Melico" Salazar (San José, 3 de enero de 1887 - 6 de agosto de 1950) fue un tenor costarricense. Se le considera el cantante lírico de primera categoría más influyente e importante de la historia de su país.

## Datos biográficos
Existe una gran discrepancia entre varios autores e investigadores con respecto al lugar del nacimiento del gran tenor costarricense Manuel «Melico» Salazar. La gran mayoría de autores que han escrito al respecto aseguraron que Manuel Salazar nació en la ciudad de Cartago, ya que fue la ciudad donde creció. Sin embargo, después de algunas serias investigaciones, se logró determinar que Melico Salazar nació en la ciudad de San José el 3 de enero de 1887. Fue el quinto de un total de siete hijos, de la humilde familia formada por Nazario Salazar y Rafaelita Zúñiga.[cita requerida]
A los 9 años, su familia se trasladó a vivir a Cartago, donde recibió sus primeras lecciones de solfeo y canto. Tenía 10 años cuando su madre lo llevó a apreciar por primera vez en su vida una ópera, en 1897, durante la presentación en el Teatro Variedades de la obra Lucia di Lammermoor, de Donizetti, presentada en San José por la compañía italiana de Mario Lumbardi.[cita requerida]
Con respecto al lugar de donde realizó sus estudios, se habla de que estudió en las Escuelas Graduadas, hoy Escuela Buenaventura Corrales, conocida también como Escuela o Edificio Metálico en San José, y en el Colegio Seminario.[cita requerida]
Una de las primeras ocasiones en que la prensa destacó su voz fue el 5 de noviembre de 1904, a los 15 años de edad, cuando el periódico El Noticiero dedicó una crónica a lo ocurrido en una fiesta solemne en San Rafael de Oreamuno de Cartago, en donde destaca que «sobresalió la voz privilegiada del tenor Manuel Salazar».[cita requerida]
La fama de su voz comenzó a extenderse poco a poco por el resto del país, hasta que el 29 de diciembre de 1904 actuó por primera vez en el Teatro Nacional de Costa Rica, atendiendo una invitación de su maestro, José Joaquín Vargas Calvo. El resonante éxito obtenido esa noche le valió la oferta de clases gratuitas de canto y solfeo.[cita requerida]
A los 17 años, hace su debut oficial en San José en el Teatro Variedades, interpretando la zarzuela Bohemios.[cita requerida]
En 1907, obtuvo una beca para estudiar canto en Italia, en la ciudad de Milán, donde conoció a quien luego sería su esposa y compañera para el resto de su vida, la turinesa Angiolina Viassone Cantero, con quien contraería matrimonio el 22 de marzo de 1914.[cita requerida]

## Carrera
Sus aptitudes vocales fueron reconocidas desde muy joven, y la idea de viajar a Italia fue concebida, al menos, desde 1906. En 1902, con 15 años de edad, entró al escenario por primera vez con la zarzuela Cádiz. Al llegar a suelo italiano en 1907, fue acogido por la familia del pianista y compositor Albise Castegnaro y se inicia su época de estudiante en el Viejo Continente. Estos estudios llegan a su culminación con el debut que realiza en el Teatro dal Verme en el papel masculino principal de la ópera Lucia di Lammermoor en 1914. Tres años antes, el 22 de abril de 1911, había debutado en Costa Rica con Cavalleria Rusticana de Pietro Mascagni y con Pagliacci de Ruggero Leoncavallo, con la misma compañía de Lumbardi que había visto de niño. A partir de ese momento, y de la mano de la compañía de Lumbardi, Melico extendería su fama por Centroamérica, Estados Unidos y el resto del mundo.
En 1913, el tenor hace su tercera visita a Italia, en momentos en que vivía toda su gloria el inmortal Enrico Caruso. Melico y Caruso llegaron a conocerse e incluso hubo una ocasión, en 1917 que Salazar lo sustituyó, a raíz de que el famoso tenor italiano estaba indispuesto, en el transcurso de una presentación que ambos realizaron en Cuba, con obras de Verdi. En Milán, Melico canta como tenor principal en Gli Zingari, de Leoncavallo.
El 31 de diciembre de 1921, debuta en el Metropolitan Opera House de New York, sustituyendo al indispuesto tenor Giovanni Martinelli, en la ópera La Forza del Destino, junto a Rosa Ponselle, Giuseppe Danise y bajo la dirección de Gennaro Papi. Su participación en dicho escenario se considera en la actualidad el logro más grande de su carrera. Siguieron posteriormente funciones de Pagliacci, Aida y Andrea Chénier, además de haber participado en dos conciertos cantando fragmentos de Tosca y de Aida. Toda esta actividad la desarrolló entre el 31 de diciembre de 1921 y el 22 de abril de 1923.
De 1929 datan sus primeros registros sonoros, ya que antes de esa fecha, Salazar se había negado a grabarlos. Estos registros no han logrado conservarse. En 1930 grabó una película con fragmentos de Otello de Verdi, la cual se ha conservado como una muestra única y valiosa del arte de Salazar. Posteriormente, siguió exponiendo su arte por muchos años hasta 1938, cuando regresa a Costa Rica para fundar, en 1940, la Ópera Nacional. Tras esto, dedica su vida a dar clases y a su familia.

## Fallecimiento
El 6 de agosto de 1950 fallece en medio de la pobreza y el olvido, en su natal ciudad de San José.

## Legado
Lamentablemente no se conservan grabaciones de sus obras, tan solo se conservan unos cuantos fragmentos de sus interpretaciones de los cuales el Ministerio de Cultura y Juventud de Costa Rica se ha encargado de recopilar para apenas lograr llenar un disco compacto.
El legado musical de Melico Salazar tiene que ver con la ópera de la que hizo su máxima realización: Otello. Su creación es de relevancia ya que el personaje del moro de Venecia había sido interpretado no hacía muchos años antes, y aún en los mismos años de la carrera operística del costarricense, por grandes cantantes, incluyendo al tenor que estrenó la ópera, Francesco Tamagno, y posteriormente, por José Oxilia, Nicola Fusati, Antonio Paoli, Francisco Viñas, Giovanni Zenatello, Giovanni Martinelli, Renato Zanelli, Leo Slezaky o Ramón Vinay. Se considera que su interpretación de Otello fue muy influyente para las posteriores concepciones de este personaje.
El Teatro Popular Melico Salazar, de San José, el segundo más importante de la capital costarricense, lleva su nombre.[cita requerida]